# Woromarto
Woromarto is een bestuurslaag in het regentschap Kediri van de provincie Oost-Java, Indonesië. Woromarto telt 2838 inwoners (volkstelling 2010).